# Boanerges Ribeiro
Boanerges (Adiron) Ribeiro (1919 — 2003) foi um pastor da Igreja Presbiteriana do Brasil, cujo Supremo Concílio presidiu, nos mandatos de 1966 a 1970, 1970 a 1974 e 1974 a 1978. Nesse período saíram da Igreja Presbiteriana do Brasil alguns membros, os quais deram origem a outras igrejas como a Igreja Presbiteriana Unida do Brasil e Igreja Presbiteriana Renovada, esta de linha pentecostal.

## Ministério e atividades religiosas
Graduou-se Bacharel em Teologia pelo Seminário Presbiteriano de Campinas, em 1941, tendo ainda obtido licenciatura em Filosofia, mestrado e doutorado em Ciências Sociais.
Foi pastor da Igreja Presbiteriana do Brás, em São Paulo-SP, tendo sido, a partir daquele pastorado, fundador de 17 outras igrejas na Capital do Estado. Numa delas, a Igreja Presbiteriana do Calvário, no bairro do Campo
Belo, exerceu o pastorado durante mais de 30 anos, recebendo o título de pastor emérito, ficando ali até o final de sua vida. Também foi pastor em uma Igreja Presbiteriana, de membros norte-americanos, em Saint Louis,  Michigan, nos Estados Unidos da América.
Atuou como professor universitário, em várias instituições, incluso o seminário onde estudou e recebeu a graduação em Teologia. Como representante da Igreja Presbiteriana do Brasil, atuou em congressos e encontros nacionais e internacionais. Foi Preletor do Sínodo Reformado Ecumênico, em Sydney, e da Assembleia Geral da Igreja Presbiteriana na América, em Jackson, Mississipi, EUA.
Como conferencista e orador religioso, contam-se inúmeros pronunciamentos, muitos deles publicados na imprensa presbiteriana.
Dentre suas atividades foi o fundador da Casa Editora Presbiteriana, a que dirigiu entre 1947 a 1961. Também foi o idealizador do Jornal Brasil Presbiteriano, em 1964, tendo sido, ainda, o seu 1º diretor.
No campo administrativo-educacional, foi membro dos Conselhos Deliberativos do Instituto Mackenzie, Presidente do Instituto Mackenzie e Chanceler da Universidade Mackenzie. Também idealizou e foi diretor do Seminário Teológico Presbiteriano Reverendo José Manoel da Conceição e também da (Fundação JMC), dentre outros.
Na década de 90, recebeu da Câmara Municipal de São Paulo o título de Cidadão Paulistano.
Exerceu o cargo de Presidente do Supremo Concílio da Igreja Presbiteriana do Brasil, entre 1966 e 1978, em três mandatos de 4 anos.

## Atuação durante o Regime Militar no Brasil
Em recente entrevista à Revista Veja, o Reverendo Caio Fábio D'Araújo Filho, ex-pastor presbiteriano exonerado à pedido em 2003, tendo exercido o Ministério desde 1977, denunciou o envolvimento do Pastor Presbiteriano Boanerges Ribeiro com a Ditadura Militar no Brasil, sendo este um dos pastores que usou seu cargo para perseguir ideologicamente pessoas contrárias ao Regime e entregá-las ao policiamento do Estado de Exceção:
A igreja evangélica comumente se aproxima do militarismo. Haja vista as fanfarras e bandas marciais de muitas denominações evangélicas, que incluem muitos policiais militares como tocadores de instrumentos. O linguajar evangélico é agressivo e aguerrido. Isso é claramente percebido nas músicas cantadas congregacionalmente e nas mensagens pregadas nos púlpitos – há sempre um inimigo externo a ser derrotado e combatido.  A atração dos evangélicos pelo militarismo é historicamente demonstrada pelo apoio de todos os grupos denominacionais à Ditadura Militar, entre os anos de 1964 a 1985 no Brasil. A Igreja Presbiteriana do Brasil (pela qual nutro um carinho especial), apoiou o Golpe de 1964. Por exemplo, o pastor presbiteriano Boanerges Ribeiro perseguiu aqueles que pensavam diferente e que tinham um pouquinho mais de sensibilidade social, os entregando ao regime. O Rubem Alves, inclusive, foi dedurado pelos próprios amigos e teve que se viver exilado nos Estados Unidos. No meio Batista, o pastor Nilson Fanini entregou muita gente aos militares… Penso que o atual encantamento dos evangélicos pelas armas é apenas a manifestação pública da natureza bélica que sempre tiveram.  

Tal período ficou conhecido na História como "boanergismo", em que os boanergistas eram os conservadores presbiterianos que rivalizam com contrários ao Regime, considerados progressistas à época, dentre eles os adeptos da assim chamada Teologia da Libertação.  As características que marcaram o “boanergismo” foram o antimodernismo, o antipentecostalismo, o antiecumenismo (sobretudo, o anticatotilicismo) e o anticomunismo, derivando daí a crítica em relação ao Evangelho Social e a Teologia da Libertação (PAEGLE, 2006): 
Tornava-se necessário, para a linha conservadora, no pós-golpe de 1964, uma reestruturação que excluía a linha progressista dos cargos mais importantes da hierarquia da IPB. O pastor Boanerges Ribeiro assumiu a direção do jornal “Brasil Presbiteriano” em substituição ao pastor Domício Pereira de Matos, de linha progressista, porque a “orientação do Rev. Domício, à frente do BP, não representa o pensamento oficial da igreja.”  
[...]
A primeira reunião do Supremo Concilio durante o regime militar, elegeu o pastor Boanerges Ribeiro, iniciando o período conhecido como “boanergismo” que cobriu do período de 1966 até 1978, com três eleições consecutivas com um período de quatro anos cada um, sendo depois disso eleito Paulo Breda Filho (1978-1986) no período chamado “pós-boanergista.” O pastor Boanerges Ribeiro obteve na eleição para o cargo de presidente na IPB com 133 votos, contra 65 votos para José Borges dos Santos Júnior, com 33 votos para Osvaldo Alves e 2 votos para Júlio Andrade Ferreira 
[...]
Havia claramente focos de tensão, discordantes do rumo que havia tomado a IPB, sobretudo com a eleição do pastor Boanerges Ribeiro, acirrando as relações de poder e as disputas entre os conservadores (“boanergistas”) e os teólogos da libertação, diminuindo o espaço para que estes últimos se manifestem. A relativa liberdade que havia no período entre 1962-1966 foi tolhida, pela presidência do estilo linha-dura de Boanerges Ribeiro. Num dos editoriais do “Brasil Presbiteriano” o inimigo é reconhecido, mas buscavam-se novos rumos para a IPB, como explicitado adiante:

É que se vai tornando hábito: e a IPB escolha quem vai serví-lo, sem obedecer a certo caciquismo – quem ela escolher pagará caro; o que vimos de 1962-1966, não nos deixa ilusões sôbre o que veremos, de 1966-1970. Estamos certos de que nossa igreja sabe que valor podem ter certos frutos – quando vêm de certas árvores. Votamos na IPB!

Evidenciava-se que se o período de 1962-1966 na IPB foi período nas palavras de Valdir Gonzáles da “democracia das ideias”, passava a ser do “conservadorismo boanergista”, baseado na idéia de obediência a hierarquia instituída, que passaria certamente por um processo de “desideologização”, buscando anular os focos dos ideólogos comunistas na IPB. Em outras palavras, a discussão democrática com o pastor Boanerges Ribeiro a partir de 1966, com a sua eleição passou à não mais ser tolerada, evitando os focos que não se sujeitassem a sua autoridade.

Um cenário aonde havia claro confronto entre jovens presbiterianos e os pastores ligados ao “boanergismo” foram os seminários. A IPB interferiu na década de 60 nos três seminários: o de Campinas, Recife e Vitória. Em relação ao Seminário de Campinas, também chamado do Seminário Presbiteriano do Sul, João Dias de Araújo mapeou o conflito em quatro categorias como explicados a seguir, se referindo a acusação dos conservadores em relação aos estudantes, conforme documenta ARAÚJO(1982):
a. As de ordem piedosa – Há quem zombe da Bíblia, da oração e da vida espiritual; a vida devocional é baixa, os cultos mal assistidos ou desprezados: o círculo de oração combatido. 
b. As de ordem doutrinário - desprezo ao calvinismo, apego ao modernismo, negação da Inspiração, etc. 
c. As de ordem ética – Há libertinagem, imoralidade, fumo, bebida, amor livre, palavrões, piada atentado à pureza feminina,etc. 

d As de ordem administrativa – Há os que desmoralizam a liderança da Igreja, hostilizam pastores
Como fruto dessa onda conservadora que varria a IPB, a partir do manifesto exposto, que funcionou como estratégia eleitoral do pastor. Boanerges Ribeiro pôs em prática as suas ideia, criou o Conselho Especial dos Seminários (CES), que interferiu na administração dessas instituições de ensino. Com essas constantes intervenções, 39 alunos e professores foram expulsos do Seminário de Campinas, 4 pastores expulsos no Seminário de Recife e o fechamento do Seminário do Centenário em Vitória - ES. O fato de haver um estreitamento cada vez maior da ocupação dos espaços eclesiásticos, expressos aqui na ausência de professores e alunos nos seminários contrários as ideias “boanergistas”, como no jornalismo presbiteriano. Magali Nascimento Cunha num artigo, desenvolveu a ideai que muitos presbiterianos buscavam espaços alternativos, não ligados aos espaços clássicos, como no jornal “Brasil Presbiteriano”, o que foi chamado de contrainformação religiosa.
O alternativo da contra-informação dos anos pós-1964 estava no processo de produção, circulação e uso das mensagens. Ela era criação conjunta, construção de uma idéia distinta daquela apresentada nos meios majoritários. Muitos espaços eram inicialmente clandestinos, mas depois puderam ser institucionalizados pela força do próprio movimento.

Conforme registra PAEGLE (2006), o campo majoritário da IPB estava sendo ocupado pelos “boanergistas” e logo a busca de espaços ecumênicos, reunindo grupos das mais diversas tendências cristãs ligados muitas vezes às lideranças da Confederação Evangélica Brasileira (CEB). Além disso, o Centro Ecumênico de Informação (CEI), funcionou entre 1964-1975, com o objetivo de reunir os cristãos na luta por justiça social, o que não era conseguido nos jornais denominacionais, já que as cúpulas eram conservadoras.
Durante o AI-5 , o mais duro de todos os Atos Institucionais da Ditadura no Brasil, decretado em 1968, o Pastor Boanerges estava há dois anos à frente do cargo que exercia, e emitiu a seguinte nota, conforme registro documentado por SARMENTO (1973) em apoio ao Ato Institucional Número Cinco (AI-5):
‘Julgai todas as coisa, retende o que é bom !’ (S.Paulo 1.Tes. 5.21). (...) Por censura, entendemos ‘o exame crítico de obras literárias e artísticas’, que no cabo da TV cabe ao governo. Seria a informação do óbvio dizermos que a televisão pode ser um instrumento de cultura, de aprimoramento de intelectos, de entretenimento extraordinários. Ela põe diante de nós os acontecimentos marcantes de todas as partes do globo no mesmo momento, pode-se dizer em que estão acontecendo. Dificilmente pode ser superada nos informes jornalísticos, nos programas de vulgarização científica ou na apresentação dos grandes prélios esportivos. Que brasileiro dotado de uma televisão, ou na condição de ‘televizinho’ não vibrou com os lances dos gigantes como Pelé, Tostão, Rivelino, Félix e tantos outros na última Copa do Mundo? No entanto, pena é assinalarmos, há tipos humanos que não deixaríamos penetrar nos nosso lares e que fazem subrepticiamente, mediante programas de TV. Há mormente em programas humorísticos a graça fescenina pornográfica, ainda que disfarçado e, apresentação de tipos humanos com deformações morais, que podem influenciar negativamente os caracteres em formação. Ora, se a TV, como dissemos deve voltar-se para o aprimoramento da humanidade, se os canais pertencem no Brasil ao governo, que pode conceder o direito de sua exploração a organização fidedignas, tendo como o objetivo principal a educação do povo, cabe aquele cuidado de não permitir tão poderoso e útil instrumento de comunicação fuja do desiderato precípuo que enobrece e até certo ponto ímpar. Nessa velha Escritura Sagrada surge atualíssima aos nossos olhos mediante o conselho paulino: Julgai todas as coisas, retende o que é bom.
Nas palavras de PAEGLE: 
Afirmamos que o “boanergismo”, dentro do microcosmo da IPB e guardada as devidas proporções, trouxe o espírito e a ideia de controle burocrático institucional, o que chamamos de vigilância, seja ele de origem intra-eclesiástica, ou seja, dentro da esfera dos membros da IPB, quer seja, vertical, dos pastores para com os fiéis; ou horizontal, de pastor para pastor ou de fiel para fiel, além da vigilância extra-eclesiástica, do Estado para a IPB. O “boanergismo” não trouxe problemas para o Estado, pois foi cooptado pelo mesmo.
O pastor Boanerges Ribeiro preocupava-se na manutenção de uma tradição, marcada pela normatização de conduta e um pensamento político conservador. 
Valoriza-se a Confissão de Fé de Westminster, e os Catecismos Maior e Menor, como forma de padronizar condutas. Não existia meio-termo ou áreas cinzentas no pensamento “boanergista” ou mesmo na tradição eclesiástica, pois a dúvida não deve se estabelecer sobre a IPB. Sendo assim, a tradição e os documentos confessionais, ou seja, o passado, responde sempre os problemas do presente, não permitindo inovações teológicas, políticas e sociais na igreja. 
Em outras palavras, as dúvidas não devem perpassar a instituição e a tradição da IPB de passar das divergências de opinião e liberdade de consciência para uma ortodoxia, como de fato ocorreu com o “boanergismo”. Os papéis históricos já estavam previamente definidos e sacralizados. As relações de poder entre os “boanergistas” e os “teólogos da libertação” pela busca do poder hegemônico da IPB, representava a ideia de quem define a verdade, as condutas que devem ser padronizadas pelos fiéis, que representam também um maior ou menor grau de abertura democrática para o debate das questões eclesiásticas.

A elasticidade institucional, o que chamamos aqui no período “boanergista”, da capacidade de acomodar os divergentes e/ou silenciá-los internamente na IPB, não foram conseguidos, pois não mantiveram a corrente da esquerda dentro da instituição. Foram silenciados sim, mas com a expulsão voluntária ou involuntária de diversos pastores, sem se acomodarem ou ficarem silenciadas dentro da instituição. Os “Hélders Câmaras” presbiterianos, como Rubem Alves e Paulo Stuart Wright, entre outros, saíam da IPB, pois a capacidade “boanergista” ou para usarmos a citada expressão, elasticidade institucional foi muito pequena e não os tolerou, trazendo um slogan “IPB, ame-a ou deixe-a”, um trocadilho na época, como o lema da ditadura “Brasil, ame-o ou deixe-o”

E foi durante este período, após ser colunista no jornal presbiteriano, em favor do Evangelho Social, no período entre a sua dissertação de mestrado e a sua tese de doutorado, ambos nos EUA, Rubem Alves estava pastoreando a Igreja Presbiteriana de Lavras – MG, sentiu o processo de repressão sobre a sua pessoa. Em suas palavras:
Comecei a aprender a conviver com o medo. Antes, sua presença naquele homem que examinava o meu passaporte e comparava-o com uma lista de nomes. Ali ficava eu, pendurado sobre o abismo, fingindo tranquilidade (qualquer emoção pode denunciar), até que o meu passaporte era devolvido. (...)E eu me lembro daquela noite, no ônibus, a caminho de Lavras, a viagem interrompida pelos militares que fiscalizavam a Fernão Dias, e eles, pausadamente, indo de pessoa a pessoa, no escuro, eu não podia ver os seus rostos, as lanternas iluminando a lista dos procurados, que traziam nas mão, iluminando o documento de cada um e, finalmente o foco da luz sobre o meu rosto. Eu já vira coisas assim no cinema – a qualquer momento a possibilidade de ser arrastado para o escuro sem saber se voltaria.
Começava um período na qual Rubem Alves sofrera um forte processo de repressão e isolamento. Um dos amigos confidenciou que surgira um boato em Juiz de Fora – MG, aonde a IPB o denunciava aos militares. Ele teve, devido à repressão, que queimar os livros que poderiam ser motivos de torturas. 
“Foi uma noite inteira abrindo caixotes, separando livros, queimando, enfiando outros para serem jogados no rio. Lembro-me que um deles foi “Comunnism ant the theologians”, de Charles West, coisa perfeitamente inocente. Mas a capa era vermelha, e havia a foice e o martelo". 
Haviam denúncias no Supremo Concílio da IPB, que envolviam o seu nome e de mais seis pastores, acusando à partir de boatos que afirmava que “Jesus tinha relações sexuais com uma prostituta, que nos deleitávamos quando nossos filhos escreviam frases de ódio contra os americanos, nas latas de leite em pó por eles doadas (eram os anos do programa Alimentos para a Paz). Que éramos subvencionados com frutos vindos da União Soviética.” 
Nesta situação, denunciada por membro da IPB, inclusive ligados ao Instituto Gammon, Rubem Alves teve que responder a interrogatórios com os militares. Isolado eclesiasticamente, recebeu apoio de um maçom chamado Eugênio. Em face a essa situação, foram criadas condições propícias para a sua volta aos EUA, a convite da PCUSA (Presbyterian Church of the USA), em Princeton. Posteriormente, em 1970, um ano após ter concluído a sua tese de Doutorado no Seminário de Princeton, Rubem Alves se desligava da IPB, por não concordar com o apoio da referida instituição ao militarismo, a ortodoxia e anti-ecumenismo, como descrito em sua carta.